# Cathal J. Dodd

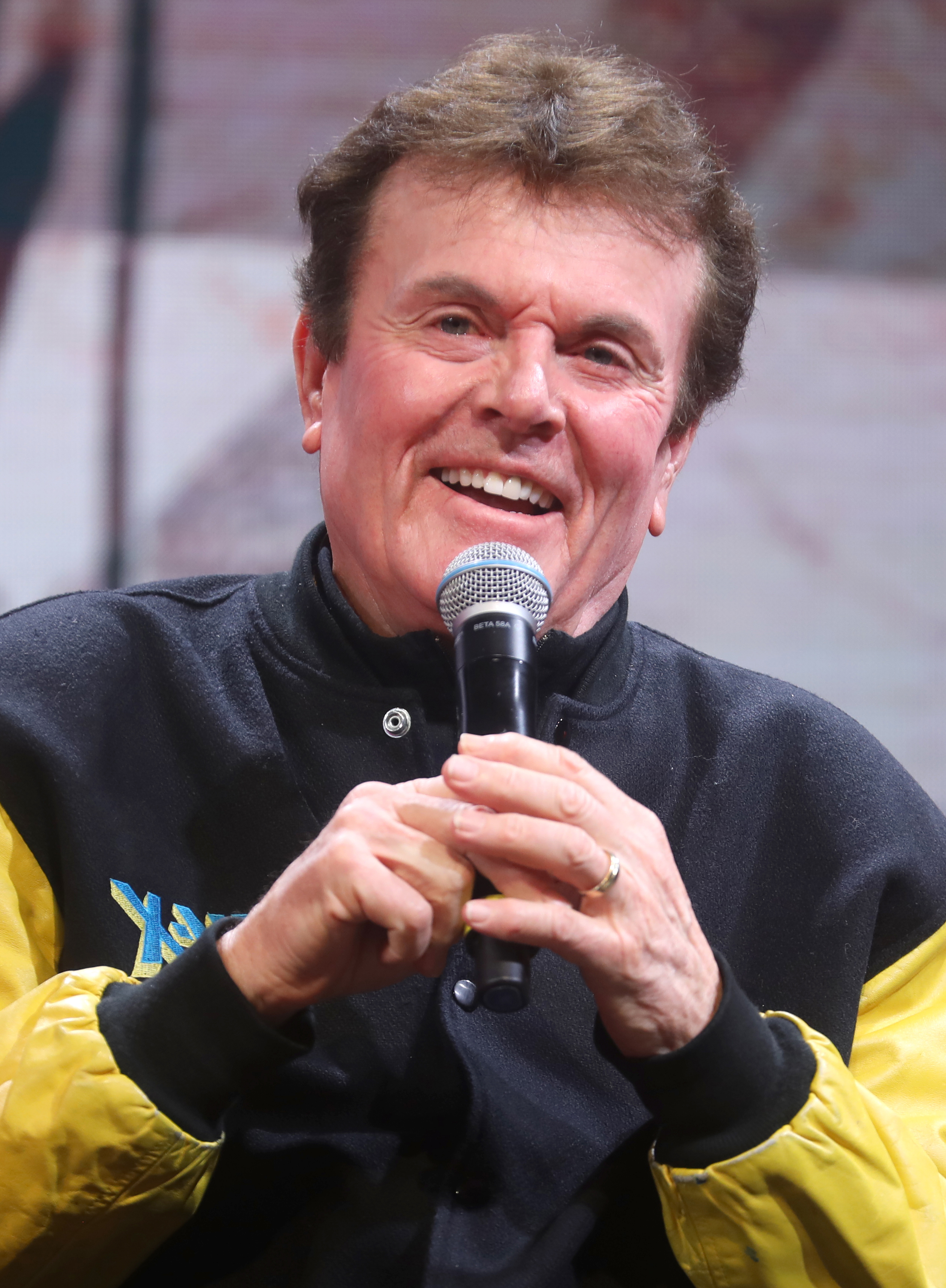
Cal Dodd (2024)

Cathal „Cal“ J. Dodd (* 23. November 1956 in Dublin) ist ein irisch-kanadischer Synchronsprecher und Sänger.

## Leben
Cathal J. Dodd wurde in der irischen Hauptstadt Dublin geboren und immigrierte in seiner Jugend mit seiner Familie nach Ontario. Mit der Musik kam er bereits in jungen Jahren in Kontakt, da seine Mutter als Musiklehrerin tätig war. Mit 17 Jahren wurde Dodd Mitglied der Gesangsgruppe The Laurie Bower Singers, mit denen zwischen 1973 und 1983 acht Alben veröffentlichte. Zudem arbeitete er in den siebziger Jahren auch mit anderen Musikschaffenden zusammen und veröffentlichte mehrere Solo-Singles.
Seit 1984 ist Dodd zusätzlich als Synchronschauspieler aktiv. Seine bekannteste Sprecherrolle ist die des Mutanten Wolverine, dem er zum ersten Mal ab 1992 in der Zeichentrickserie X-Men seine Stimme lieh. Er sprach die Comicfigur auch in diversen anderen Zeichentrickserien sowie mehreren Videospielen. Bekannt ist er auch durch die Synchronisation des Cyborgs Random Virus in der britisch-kanadischen Co-Produktion Ace Lightning.

## Synchronrollen

### Filme
- 2003: Rescue Heroes: The Movie als Rip Rockefeller
- 2008: Gotta Catch Santa Claus als LeFreeze
- 2019: PAW Patrol: Ready Race Rescue als Ron Rapidfire

### Serien
- 1978–1983: Circus als Host
- 1984: Die Fraggles als Singing Doozer
- 1992–1997: X-Men als Wolverine
- 1995: New Spider-Man als Wolverine
- 1997: Gänsehaut als Slappy the Dummy
- 1999: Mythic Warriors – Guardians of the Legend als Lucius/Palace Guard
- 2001: Diabolik als  Stone
- 2001–2003: Rescue Heroes als Rip Rockefeller
- 2002: Ace Lightning als Random Virus
- 2003: King als Bob Wire
- 2003: Moville Mysteries als Maurice/Angelo
- 2005: Time Warp Trio als Blackbeard/Toghrul
- 2006: Weird Years als Donko Dorkovitch
- 2006–2007: Bigfoot Presents: Meteor und die Mighty Monster Trucks als Crushmeister
- 2007: Storm Hawks als Ninier
- 2010: Die Abenteuer von Chuck & seinen Freunden als Mixer Mike/diverse andere
- 2014: The Ron James Show als Singer
- 2020: Ollies Rucksack als Sheriff Grigglemore
- 2023: Scott Pilgrim hebt ab als Paparazzi
- seit 2024: X-Men '97 als Wolverine

## Diskografie
- 1975: New Horizons
- 1976: Rockabye Hamlet
- 1976: Songs For Everyone
- 1977: Get It Up For Love
- 2007: Cal Dodd
- 2011: Waltz For Bill